# Bonyoh
Bonyoh is een bestuurslaag in het regentschap Bangli van de provincie Bali, Indonesië. Bonyoh telt 1197 inwoners (volkstelling 2010).